# Comunidad de comunas de Amikuze
La Comunidad de comunas de Amikuze (Communauté de communes de d'Amikuze, en francés) era una estructura intercomunal francesa situada en el departamento francés de Pirineos Atlánticos de la región de Aquitania. Fue suprimida con fecha 31 de diciembre de 2016.

## Historia
Fue creada el 1 de enero de 1993 con la unión de veintiséis de las veintisiete comunas del antiguo cantón de Saint-Palais y una de las siete comunas del antiguo cantón de Hasparren, y que actualmente pertenecen al cantón de País de Bidache, Amikuze y Ostibarre.

## Nombre
Amikuze es la denominación en euskera del País de Mixe, antigua región natural de Baja Navarra en la que está situada la comunidad de comunas de su nombre.

## Composición
La Comunidad de comunas reagrupaba 27 comunas:
| Comuna                 | Código INSEE | Cantón                               | Población (2012) | Superficie (km²) | Densidad (hab./km²) |
| ---------------------- | ------------ | ------------------------------------ | ---------------- | ---------------- | ------------------- |
| Aïcirits-Camou-Suhast  | 64010        | País de Bidache, Amikuze y Ostibarre | 656              | 9,60             | 68,4                |
| Amendeuix-Oneix        | 64018        | País de Bidache, Amikuze y Ostibarre | 428              | 7,66             | 55,8                |
| Amorots-Succos         | 64019        | País de Bidache, Amikuze y Ostibarre | 235              | 15,20            | 15,5                |
| Arbérats-Sillègue      | 64034        | País de Bidache, Amikuze y Ostibarre | 296              | 5,29             | 55,9                |
| Arbouet-Sussaute       | 64036        | País de Bidache, Amikuze y Ostibarre | 296              | 14,55            | 20.3                |
| Aroue-Ithorots-Olhaïby | 64049        | País de Bidache, Amikuze y Ostibarre | 247              | 17,85            | 13.8                |
| Arraute-Charritte      | 64051        | País de Bidache, Amikuze y Ostibarre | 388              | 22,81            | 17                  |
| Béguios                | 64105        | País de Bidache, Amikuze y Ostibarre | 252              | 11,26            | 22.3                |
| Béhasque-Lapiste       | 64106        | País de Bidache, Amikuze y Ostibarre | 454              | 5,64             | 80.5                |
| Beyrie-sur-Joyeuse     | 64120        | País de Bidache, Amikuze y Ostibarre | 509              | 24,80            | 20.5                |
| Domezain-Berraute      | 64202        | País de Bidache, Amikuze y Ostibarre | 509              | 21,56            | 23.6                |
| Etcharry               | 64221        | País de Bidache, Amikuze y Ostibarre | 123              | 7,43             | 16.5                |
| Gabat                  | 64228        | País de Bidache, Amikuze y Ostibarre | 224              | 8,31             | 24,8                |
| Garris                 | 64235        | País de Bidache, Amikuze y Ostibarre | 303              | 3,13             | 96,8                |
| Ilharre                | 64272        | País de Bidache, Amikuze y Ostibarre | 148              | 10,55            | 14                  |
| Labets-Biscay          | 64294        | País de Bidache, Amikuze y Ostibarre | 153              | 8,79             | 17,4                |
| Larribar-Sorhapuru     | 64319        | País de Bidache, Amikuze y Ostibarre | 189              | 10,65            | 17,7                |
| Lohitzun-Oyhercq       | 64345        | País de Bidache, Amikuze y Ostibarre | 192              | 17,52            | 11                  |
| Luxe-Sumberraute       | 64362        | País de Bidache, Amikuze y Ostibarre | 355              | 8,31             | 42,7                |
| Masparraute            | 64368        | País de Bidache, Amikuze y Ostibarre | 244              | 8,16             | 29,9                |
| Méharin                | 64375        | País de Bidache, Amikuze y Ostibarre | 259              | 12,73            | 20,3                |
| Orègue                 | 64425        | País de Bidache, Amikuze y Ostibarre | 474              | 36,43            | 10,6                |
| Orsanco                | 64429        | País de Bidache, Amikuze y Ostibarre | 89               | 9,35             | 10,6                |
| Osserain-Rivareyte     | 64435        | País de Bidache, Amikuze y Ostibarre | 219              | 6,56             | 33,4                |
| Pagolle                | 64441        | País de Bidache, Amikuze y Ostibarre | 279              | 15,90            | 17,6                |
| Saint-Palais           | 64493        | País de Bidache, Amikuze y Ostibarre | 1856             | 10,57            | 175,6               |
| Uhart-Mixe             | 64539        | País de Bidache, Amikuze y Ostibarre | 226              | 11,74            | 19,25               |

## Competencias
La comunidad es un organismo público de cooperación intercomunal.
Sus recursos provienen del impuesto sobre los rendimientos del trabajo único, del sistema de contribuciones que se aplica a los residuos y asignaciones y subvenciones de diversos socios.
Sus competencias en general se centran en el desarrollo económico, medio ambiental, de empleo y los servicios comunitarios a los habitantes:
- Ordenación del Territorio
  - Plan de Coherencia Territorial (SCOT, en francés) (a título obligatorio).
  - Plan Sectorial (a título obligatorio).
- Desarrollo y organización económica
  - Acción de desarrollo económico de las actividades industriales, comerciales o de empleo, (apoyo de las actividades agrícolas y forestales...) (a título obligatorio).
  - Creación, organización, mantenimiento y gestión de zonas de actividades industriales, comerciales, terciario, artesanal o turístico (a título obligatorio).
- Desarrollo y organización social y cultural
  - Actividades culturales y socioculturales (a título facultativo).
  - Actividades deportivas (a título facultativo).
  - Construcción y/u organización, mantenimiento, gestión de equipamientos o establecimientos culturales, socioculturales, socioeducativos, deportivos… (a título optativo).
  - Transporte escolar (a título facultativo).
- Medio ambiente
  - Saneamiento no colectivo (a título facultativo).
  - Recogida y tratamiento de los residuos urbanos y asimilados (a título optativo).
  - Protección y valorización del Medio Ambiente (a título optativo).
- Vivienda y hábitat
  - Programa local del hábitat (a título optativo).
- Servicio de vías públicas
  - Creación, organización y mantenimiento del servicio de vías públicas (a título optativo).
- Otros
  - Adquisición comunal de material (a título facultativo).
  - Informática, Talleres vecinales (a título facultativo).